# Team IG-Sigma Sport
El Team IG-Sigma Sport (codi UCI: IGS) fou un equip ciclista britànic de categoria continental. Creat el 2010, va competir principalment als circuits continentals de ciclisme fins a la seva desaparició a finals del 2013.

## Principals victòries

### Grans Voltes
- Tour de França
  - 0 participacions

- Giro d'Itàlia
  - 0 participacions

- Volta a Espanya
  - 0 participacions

## Classificacions UCI
L'equip participà en les proves dels circuits continentals i principalment en les curses del calendari de l'UCI Europa Tour.
UCI Europa Tour
| Temporada | Classificació per equips | Millor ciclista en la classificació individual |
| --------- | ------------------------ | ---------------------------------------------- |
| 2010      | 91è                      | Simon Richardson (573è)                        |
| 2011      | 111è                     | Simon Richardson (1024è)                       |
| 2012      | 118è                     | Wouter Sybrandy (978è)                         |
| 2013      | 114è                     | Peter Williams (880è)                          |